# Larotaxel
Larotaxel (tên mã XRP9881, RPR109881) là một loại thuốc thuộc loại taxan đã được sử dụng thử nghiệm trong hóa trị liệu.